# Kostjučenok
Kostjučenok je priimek več oseb:
- Mihail Ivanovič Kostjučenok, sovjetski general
- Viktor Kostjučenok, ruski hokejist